# Sforzatica
Sforzatica [sfoɾˈʦaːtika santanˈdrɛa] (Sforsàdega [sfoɾˈsadɛɡa] in dialetto bergamasco) è un quartiere del comune bergamasco di Dalmine, ormai fuso col centro abitato.

## Storia
La località è un piccolo villaggio agricolo di antica origine.
L'antica chiesa è intitolata a Sant'Andrea ed era presente già nel XII secolo sotto l'arcidiocesi milanese nell'antica Pieve di Pontirolo. Dopo la conquista veneziana, Sforzatica fu inclusa nel territorio amministrativo bergamasco; mentre ecclesiasticamente rimase a lungo meneghina sotto la nuova pieve di Verdello. Solo la frazione di Oleno è stata fin dal medioevo completamente orobica, precisamente nella Pieve di Lallio.
Sforzatica fu ridotta a frazione di Osio Sopra su ordine di Napoleone, ma gli austriaci annullarono la decisione al loro arrivo nel 1815 con il Regno Lombardo-Veneto.
Dopo l'unità d'Italia il paese crebbe da mille a duemila abitanti. Durante il fascismo il comune fu soppresso e unito a Dalmine.
Il boom economico ha portato Sforzatica a fondersi anche urbanisticamente con il resto della città di Dalmine, non più separata da campi agricoli. Le ultime aree non urbanizzate vengono trasformate in parchi pubblici, come il Parco Salvo d’Acquisto, o in campi verdi incolti, come Campo Calippato, che ospita al suo interno il Cimitero di Sforzatica Santa Maria, attualmente chiuso ed in stato di abbandono.

## Monumenti e luoghi d'interesse
Particolarità del paese è quella di avere da secoli due parrocchie: solo quella di Santa Maria d'Oleno è sempre appartenuta alla diocesi bergamasca, mentre quella di Sant'Andrea fece parte dell'arcidiocesi di Milano fino alle razionalizzazioni illuministiche del Settecento.